# Cellulær-repeater
En cellulær-repeater (eng.) eller cellulær relæstation er en mobiltelefoni repeater, der gentager radiosignalet på en anden mobiltelefoni frekvens. Formålet er at give bedre mobiltelefoni dækning fx indendørs (fx lagerhal), hvor der i forvejen er dårlig dækning.
Cellulære-repeatere kan have mange tilnavne efter hvilken mobiltelefoni service, der ønskes repeatet - fx:
- GSM-repeater, GSM-booster
- UMTS-repeater
- LTE-repeater
- 3G-repeater
- 4G-repeater
- Mobil-repeater eller mobiltelefon-repeater

Inden man køber en cellulær-repeater, skal man kontakte sit mobilselskab, da mobilselskabet kun tillader bestemte typer cellulær-repeatere på deres mobilnet, da disses frekvenser skal styres/koordineres af mobilselskabet, for at undgå interferens med de eksisterende mobilnet i området. Interferensen fra en uautoriseret cellulær-repeater vil give andre mobilbrugere aperiodiske netudfald.

## En cellulær-repeater kræver tilladelse eller aftale
Hvis man vil bruge en repeater til f.eks. at forstærke et mobilsignal i sit hjem eller i sin virksomhed, vil det kræve en frekvenstilladelse. Den danske telemyndighed udsteder frekvenstilladelserne, men på nuværende tidspunkt er tilladelserne til de relevante frekvenser allerede udstedt til mobilselskaberne TDC, Telia, Telenor og 3. Det er derfor ikke muligt for en privatperson eller en virksomhed at få udstedt en frekvenstilladelse hos danske telemyndighed til at bruge en repeater.
Bruger man en repeater – og dermed frekvenser – uden at have en frekvenstilladelse, kan det straffes med bøde.
Der findes repeatere, som man kan bruge, uden at man risikerer bødestraf. Det er typisk repeatere, som anvender nogle enkelte frekvenser, og hvor det mobilselskab, som har tilladelse til netop disse frekvenser, har tilladt brugen af frekvenserne og dermed også af repeateren.
Mange af de repeatere, som er almindeligt tilgængelige på markedet, dækker et bredt spekter af frekvenser. Det betyder, at en sådan repeater anvender frekvenser, som typisk er omfattet af alle mobilselskabernes frekvenstilladelser, og man vil derfor være nødt til at indgå en aftale med alle de berørte mobilselskaber for at kunne bruge repeateren.

## En cellulær-repeater kan forstyrre andres mobilsignal
Hvis man bruger en repeater uden at have indgået aftale om det med det eller de berørte mobilselskaber, kan repeateren risikere at forstyrre andres mobilsignaler, som så f.eks. vil opleve en dårligere dækning på deres mobiltelefon. 
Det kan ske, fordi repeateren kan skabe forstyrrelser i den antenne, som den får forbindelse med. Mobilselskaberne, som ikke kender til repeateren, har heller ikke haft mulighed for at inddrage repeateren i planlægningen af deres mobilnet, og det kan føre til forstyrrelser af andre mobilsignaler.

## Regler for brug af en cellulær-repeater
Reglerne om, at det kræver tilladelse til at anvende frekvenser og dermed en repeater, findes i frekvensloven.
Reglerne bliver administreret af den Danske telemyndighed, som har udgivet en pjece om brug af en repeater.